# 史氏鳞毛蕨
史氏鳞毛蕨（学名：Dryopteris scottii）为鳞毛蕨科鳞毛蕨属下的一个种。

## 扩展阅读
- 維基物種上的相關：史氏鳞毛蕨